# Fagitana littera
Fagitana littera är en fjärilsart som beskrevs av Achille Guenée 1852. Fagitana littera ingår i släktet Fagitana och familjen nattflyn. Inga underarter finns listade i Catalogue of Life.